# Nancy Thayer
Nancy Thayer (geboren am 14. Dezember 1943) ist eine US-amerikanische Autorin.

## Leben
Thayer ist die Tochter von Jane Patton und wurde am 14. Dezember 1943 in Emporia, Kansas, geboren. Thayer heiratete ihren zweiten Mann, Charles Walters, ein Plattenladenbesitzer und Radiosprecher, 1984. Sie leben auf der Insel Nantucket, Massachusetts, und Nancy Thayer hat aus ihrer ersten Ehe zwei Kinder: Joshua Thayer und Samantha Wilde, die ebenfalls eine Autorin ist.

## Karriere
Thayer veröffentlichte ihren ersten Roman mit fast 40 Jahren als Mutter von zwei Kindern. Seitdem hat sie regelmäßig Romane veröffentlicht. In ihren Romanen geht es um gegenwärtige Probleme verbunden mit interessanten Handlungen und Charakteren.
Ihre Bücher wurden ins Deutsche, Holländische, Italienische, Dänische, Französische, Spanische, Portugiesische, Polnische, Schwedische, Rumänische, Hebräische and Finnische übersetzt.

## Werke
- Stepping (1980, Doubleday) (Liebe aus zweiter Hand)
- Three Women At the Waters' Edge (1981, Doubleday) (Das Glück am Rande des Wassers)
- Bodies and Souls (1983, Doubleday)
- Nell (1984, William Morrow) (Nell)
- Morning (1987, Charles Scribner’s Sons) (Ein Morgen am Meer)
- Spirit Lost (1988, Charles Scribner’s Sons)
- My Dearest Friend (1988, Charles Scribner’s Sons)
- Everlasting (1991, Viking) (Orchideenträume)
- Family Secrets (1993, Viking) (Frauen aus guter Familie)
- Belonging (1995, St. Martin's Press) (Gläsernes Glueck)
- An Act Of Love (1997, St. Martin's Press)
- Between Husbands and Friends (1999, St. Martin's Press)
- Custody (2001, St. Martin's Press)
- The Hot Flash Club (2003, Ballantine)
- The Hot Flash Club Strikes Again (2004, Ballantine)
- Hot Flash Holidays (2005, Ballantine)
- The Hot Flash Club Chills Out (2006, Ballantine)
- Moon Shell Beach (2008, Ballantine)
- Summer House (2009, Ballantine)[4]
- Beachcombers (2010, Ballantine)
- Heat Wave (2011, Ballantine)
- Summer Breeze (2012, Ballantine)
- Island Girls (2013, Ballantine)
- A Nantucket Christmas (2013, Ballantine)
- Nantucket Sisters (2014)
- An Island Christmas (2014, Ballantine Books)
- The Guest Cottage (2015, Ballantine Books)[5]
- The Island House (2016)
- Secrets in Summer (2017)
- A Nantucket Wedding (2018)
- Surfside Sisters  (2019)
- Let It Snow  (2019)
- Girls of Summer  (2020)
- Family Reunion  (2021)
- Summer Love  (2022)
- All the Days of Summer (2023)
- The Summer We Started Over (2024)